# Červená Voda (nádraží)
Červená Voda je dopravna D3 (dřívější železniční stanice), která se nachází v severní části obce Červená Voda v okresu Ústí nad Orlicí. Leží v km 7,279 železniční trati Dolní Lipka – Štíty mezi dopravnami Králíky a Štíty.

## Historie
Dnešní dopravna byla dána do provozu 30. prosince 1899 s tratí z Dolní Lipky do Štítů. V období německé okupace mezi lety 1938 a 1945 neslo nádraží název Mährisch Rothwasser. Červená Voda přestala být stanicí 1. května 1924, kdy bylo na trati zavedeno zjednodušené řízení drážní dopravy a dopravna Červená Vody začala být dirigována z Dolní Lipky.

## Popis dopravny
V dopravně jsou celkem tři průběžné koleje. Přímo u budovy je manipulační kolej č. 3, která je protažena na štítecké straně do kusé koleje 3a. Dále následují dvě dopravní koleje (č. 1 o užitečné délce 129 m a č. 2 o užitečné délce 179 m). Celkem je v dopravně pět ručně přestavovaných výhybek. Původně ještě vedla z 2. koleje manipulační kolej č. 2a na králické straně dopravny, ta však byla někdy mezi lety 1999 až 2017 zrušena. U dopravních kolejí jsou jednostranná sypaná nástupiště s betonovou hranou, u koleje č. 1 o délce 80 metrů a s hranou ve výšce 200 mm nad temenem kolejnice, u koleje č. 2 s délkou 40 metrů a hranou ve výšce 250 mm. Přístup na nástupiště je úrovňový s přechodem přes koleje.
Na králickém záhlaví v km 7,147 je přejezd č. P4176 na místní komunikaci, který je zabezpečen výstražnými kříži. Dopravna je kryta lichoběžníkovými tabulkami, od Králík v km 7,084, od Štítů v km 7,576. Provoz v dopravně a na trati je řízen dirigujícím dispečerem z Dolní Lipky.